# Terry Jenson
Pour les articles homonymes, voir Jenson.
Terry Jenson  est un homme politique provincial canadien de la Saskatchewan. Il représente la circonscription de Martensville-Warman à titre de député du Parti saskatchewanais de 2020 à 2024 et de Warman depuis 2024.